# Pochod Izraelských obranných sil
Pochod Izraelských obranných sil (hebrejsky: צה"ל צועד, Tzahal Tzo'ed) je slavnostní vojenská pochodová skladba, která je oficiálním pochodem Izraelských obranných sil (IOS).
Pochod se běžně hraje při úvodu slavnostních vojenských přehlídek pořádaných armádou Izraele.

## Vznik skladby
Do roku 1963 používala armáda běžnou pochodovou skladbu "Kitatenu Balayla Tzoedet". V roce 1963 vyhlásili Izraelské obranné síly veřejnou soutěž na oficiální pochodovou skladbu Izraelských obranných sil. Do soutěže se přihlásilo 208 skladeb, ze kterých bylo vybráno 12 finalistů. Finále soutěže s vybranými skladbami se odehrálo v sídle Izraelské filharmonie v Tel Avivu. Spolu s odbornou porotou vítěznou skladbu vybírali vojáci základní vojenské služby prostřednictvím televizního přenosu do všech základen izraelské armády. Vítězem soutěže se stala skladba 19letého Jo'ava Talmiho, studenta Izraelské konzervatoře v Tel Avivu a člena armádního orchestru.